# Шуляк австралійський
Шуля́к австралійський (Aviceda subcristata) — вид яструбоподібних птахів родини яструбових (Accipitridae). Мешкає в Австралазії. Виділяють низку підвидів.

## Опис

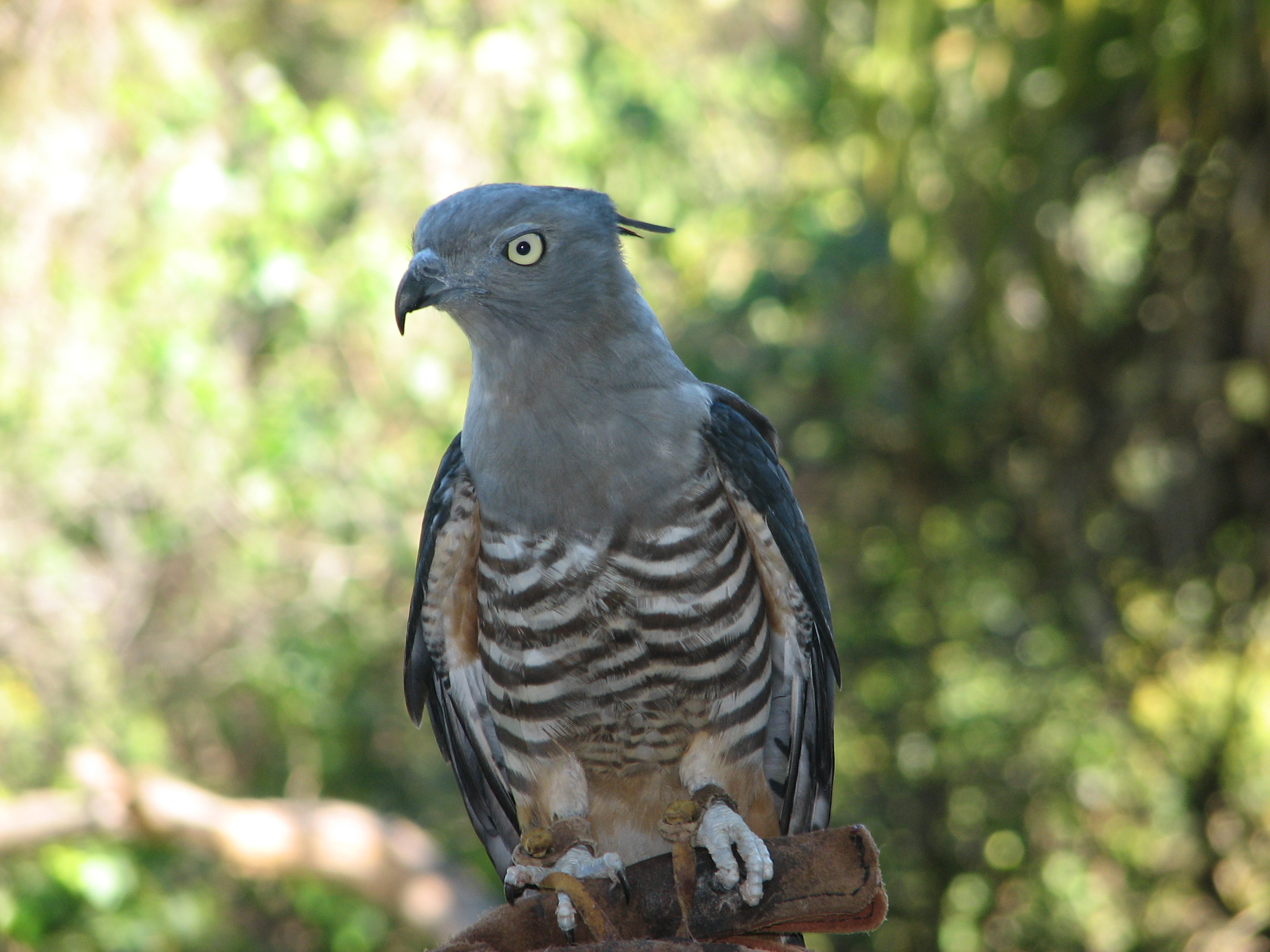
Австралійський шуляк

Австралійський шуляк — хижий птах середнього розміру. Його довжина становить 35-45 см, розмах крил 80-105 см, довжина хвоста 19-23 см, вага 260-450 г. Самиці є дещо більшими за самців. Представники крайніх західних і східних популяцій мають дещо менші розміри.
Голова і шия світло-сірі. На тімені чорнувато-сірий або чорний чуб з білою основою. Спина, надхвістя і хвіст сизувато-сірі, на кінці хвоста широка чорна смуга, пера на крилах мають світлі кінчики. Підборіддя, горло і груди світло-сірі, горло іноді має рудувато-коричневий відтінок. Живіт, боки і стегна білуваті або кремово-білі, поцятковані рудувато-коричневими або чорнуватими поперечними смугами. Нижня частина стегон, гузка і нижні покривні пера хвоста світло-рудувато-коричневі. Нижні покривні пера крил рудувато-коричневі, стернові пера знизу сріблясто-сірі, поцятковані тонкими чорними смугами. Дзьоб темно-сірий або чорний, райдужки жовті, лапи сизі, білуваті або блідо-жовті.
У самиць верхня частина тіла більш коричнева, другорядні махові пера більш смугасті. У молодих птахів тім'я тіла темно-коричневе, на потилиці біла пляма, через очі ідуть короткі білі смуги. Пера на верхній частині тіла мають рудувато-коричневі краї, що формують лускоподібний візерунок. На хвоста три темні смуги. Підборіддя і горло білуваті, решта нижньої частини тіла кремово-біла, поцяткована темно-коричневими смугами, сильніше, ніж у дорослих птахів.

## Підвиди
Виділяють тринадцять підвидів:

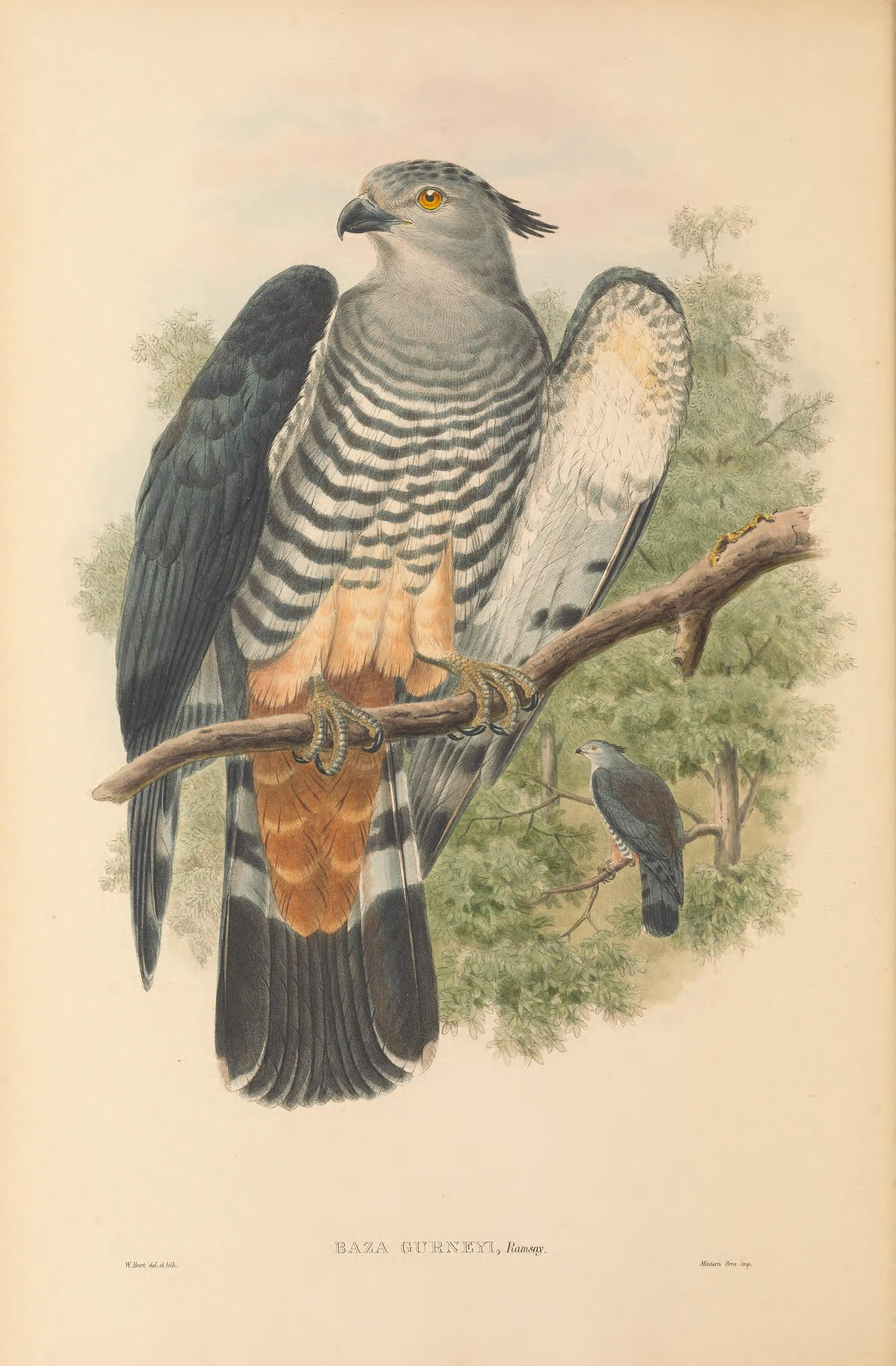
Австралійський шуляк (підвид A. s. gurneyi)

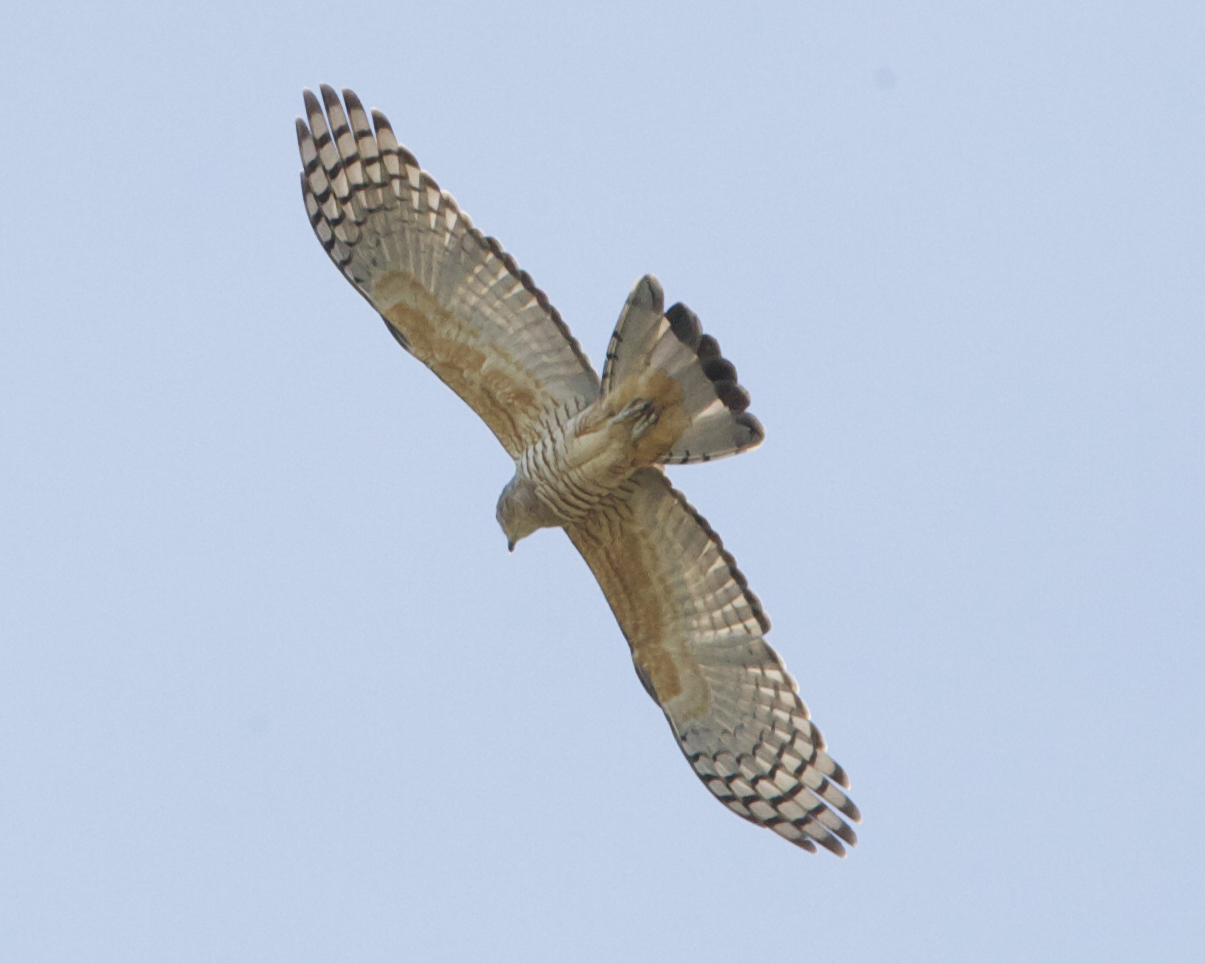
Австралійський шуляк в польоті

- A. s. timorlaoensis (Meyer, AB, 1893) — Малі Зондські острови (від Ломбока до Бабара[en]), острови Танімбар (південні Молуккські острови), острови моря Флорес (на південь і південний схід від Сулавесі);
- A. s. rufa (Schlegel, 1866) — острови Моротай[en], Даґасулі, Хальмахера, Тернате, Тідоре, Бачан, Обі[en] (північні Молуккські острови);
- A. s. stresemanni (Siebers, 1930) — острів Буру (захід центральних Молуккських островів);
- A. s. reinwardtii (Schlegel & Müller, S, 1841) — острови Боано[en], Серам, Амбон і Харуку (схід центральних Молуккських островів);
- A. s. pallida (Stresemann, 1913) — острови моря Серам і острови Кай[en] (південні і південно-східні Молуккські острови);
- A. s. waigeuensis Mayr, 1940 — острів Вайгео (архіпелаг Раджа-Ампат);
- A. s. obscura Junge, 1956 — острів Біак[en] (затока Чендравасіх[en]);
- A. s. stenozona (Gray, GR, 1858) — острови Місоол, Батанта і Салаваті[en] (архіпелаг Раджа-Ампат). острови Ару, захід, південь і південний схід Нової Гвінеї;
- A. s. megala (Stresemann, 1913) — північ і схід Нової Гвінеї та сусідні острови, зокрема Япен і Д'Антркасто;
- A. s. coultasi Mayr, 1945 — острови Адміралтейства (північний захід архіпелагу Бісмарка);
- A. s. bismarckii (Sharpe, 1888) — Нова Ірландія, Нова Британія, Новий Гановер[en] і сусідні острови (схід архіпелагу Бісмарка);
- A. s. gurneyi (Ramsay, EP, 1882) — Соломонові острови (за винятком острова Реннелл);
- A. s. subcristata (Gould, 1838) — північ і схід Австралії (від північного сходу Західної Австралії до східного Нового Південного Уельсу).

## Поширення і екологія
Австралійські шуляки мешкають в Австралії, Індонезії, Папуа Новій Гвінеї, Східному Тиморі і на Соломонових Островах. Вони живуть в тропічних лісах, на узліссях і галявинах, в галерейних лісах і саванах, поблизу прісних водойм, на висоті до 1000 м над рівнем моря. В Австралії вони зустрічаються в прибережних районах, не далі, ніж на 400 км від узбережжя.
Австралійські шуляки живляться великими комахами, зокрема паличниками і богомолами, деревними жабками, ящірками, зміями, дрібними птахами і пташенятами, а також плодами, зокрема фікусами. Вони полюють в кронах дерев, перелітаючи з дерева на дерево, або чатуючи на здобич, сидячи на гілці.
В Австралії сезон розмноження триває з середни вересня по лютий. В цей час птахи виконують демонстраційні польоти, різко злітаючи в повітря з міцними помахами крил, після чого пікіруючи вниз по дузі, а також виконуючі різноманітні сальто. Гніздо австралійських шуляків робиться з гілок, встелюється м'яким евкаліптовим листям і розміщується на вершині дерева. Гніздо має діаметр 25-40 см, висоту 12-15 см і глибину 4-5 см. В кладці 2-3 білих, легко поцяткованих темними плямками яйця розміром 43,3×35,1 мм і об'ємом 27 см³. Насиджують і самиці, і самці, чергуюючись з інтервалом у 1,5 години. Інкубаційний період триває 29 днів, пташенята покидають гніздо через 32-35 днів після вилуплення. Тривалість життя австралійських шуляків становить 7,6 років.